# اچ‌دی ۹۲۵۸۹
اچ‌دی ۹۲۵۸۹ یک ستاره است که در صورت فلکی تلمبه قرار دارد.